# United Nations Youth Associations Network
United Nations Youth Associations Network (UNYANET) to międzynarodowa sieć, zrzeszająca Młodzieżowe Stowarzyszenia ONZ (United Nations Youth Associations – UNYAs) oraz Sekcje  
Młodzieżowe Stowarzyszeń ONZ (United Nations Associations – Youth Sections). 
W sierpniu 2011 r. przedstawiciele Młodzieżowych Stowarzyszeń ONZ (UNYAs) z Austrii, Finlandii, Niemiec, Norwegii, Rumunii i Szwajcarii, a także reprezentanci Sekcji Młodzieżowych Stowarzyszeń ONZ (UNAs) z Rosji, Serbii, Słowenii, Hiszpanii i Turcji, spotkali się w siedzibie Narodów Zjednoczonych w Wiedniu w celu założenia UNYANET.

## Informacje ogólne
Celem UNYANET jest wspieranie i rozwijanie współpracy między organizacjami członkowskimi poprzez opracowywanie wspólnych projektów, wymianę doświadczeń, wiedzy i zasobów oraz promowanie wspólnej tożsamości między członkami. Sposobem osiągnięcia tych celów są z jednej strony regularne spotkania organizacji członkowskich, z drugiej natomiast projekty realizowane przez różne grupy robocze, funkcjonujące w ramach UNYANET. Ponadto, UNYANET ma za zadanie ułatwiać współpracę między stowarzyszeniami członkowskimi, Organizacją Narodów Zjednoczonych oraz innymi organizacjami międzynarodowymi, instytucjami publicznymi i sponsorami. UNYANET stanowi swoisty punkt kontaktowy dla tej współpracy, umożliwiając koordynację projektów oraz realizację rozlicznych propozycji, czy pomysłów. Innym ważnym celem UNYANET jest zapewnienie wsparcia dla środowisk, chcących ustanowić Młodzieżowe Stowarzyszenie ONZ (UNYA) we własnym kraju. Do UNYANET należy 10 organizacji członkowskich, na które z kolei składa się 57 filii lokalnych oraz do których przynależy ok. 14000 członków indywidualnych. Obecnie UNYANET wspiera powstanie Młodzieżowych Stowarzyszeń ONZ (UNYA) w trzech różnych państwach.
Partnerami UNYANET są np. Adobe oraz Służba Informacyjna ONZ w Wiedniu (United Nations Information Service Vienna – UNIS Vienna).